# 原田龍之介
原田 龍之介（はらだ りゅうのすけ、1985年5月6日 ｰ ）は、長崎県長崎市出身のセーリング選手。2012年ロンドンオリンピックセーリング男子470級日本代表。

## 来歴
父の影響で10歳からセーリングを始める。中学時代は陸上部（長距離）に所属するが活動は放課後のみで、休日は陸上の大会等も辞退しセーリングの練習を行っていた。
高校進学時には県外の強豪校からの誘いもあったが、高校3年時に地元長崎で高校総体が開催されることもあり海星高等学校に入学しヨット部を創部。主将として2年連続団体準優勝に導く。
早稲田大学スポーツ科学部に進学。大学1年時から活躍し、2004年、2005年、2007年に全日本学生選手権MVPを獲得。
2008年、アビームコンサルティング株式会社に入社し、吉田雄悟とペアを組む。2009年の世界選手権では銅メダルを獲得し、13年ぶりに日本男子が世界選手権の表彰台にのぼる。
その後、国内外の大会で活躍しロンドンオリンピック後に第一線を退き引退。

## 主な戦績
2008年
- 全日本選手権　優勝

2009年
- 世界選手権（デンマーク）　3位
- ヨーロッパ選手権（オーストリア） 優勝
- 全日本選手権　優勝

2010年
- アジア大会（中国） 優勝

2011年
- イエールSOF（フランス）　5位
- ヨーロッパ選手権（フィンランド） 8位

2012年
- 世界選手権（スペイン）　6位
- ロンドンオリンピック　18位